# Télémarketing
Le télémarketing, parfois appelé télémercatique, est une modalité d'action par laquelle le vendeur utilise de manière systématique le téléphone pour entrer en relation directe avec un nombre potentiellement très élevé de prospects ou de clients. Compte tenu de la relation directe permise avec le client, le télémarketing fait partie du domaine du marketing direct.  

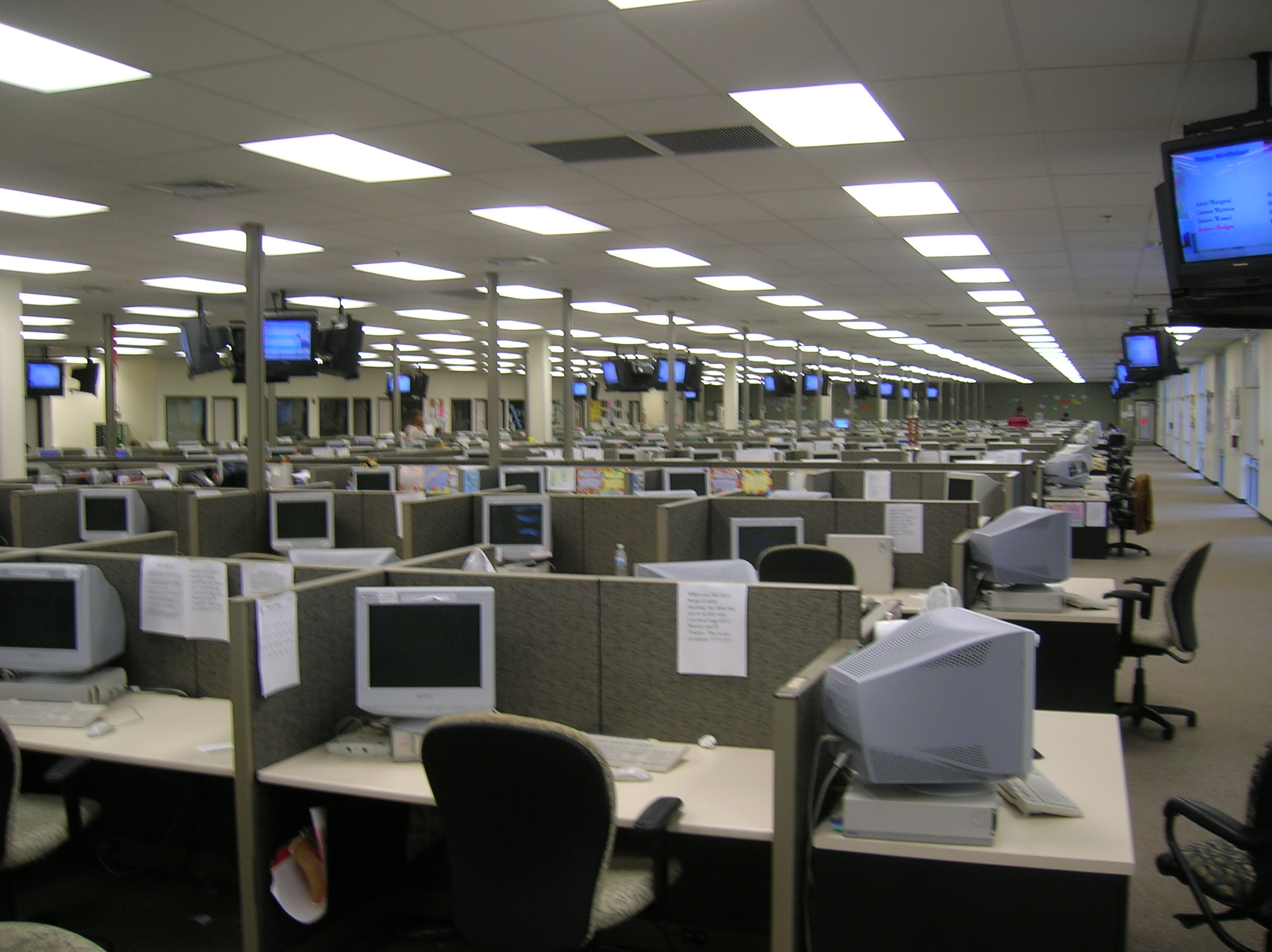
Vue d'un centre d'appel en Floride.

En vue de créer, de consolider ou de renseigner la relation recherchée avec un interlocuteur situé à distance, la pratique du télémarketing suppose la maîtrise préalable :
- des techniques de communication interpersonnelle ;
- d'une architecture technique minimale (couplage télécommunications-informatique, CTI, Centre d'appel...) ;
- de logiciels de gestion de la relation client (CRM) ;
- de fichiers ou de base de données favorisant le repérage, la sélection et l'appel des clients/prospects.

## Champ d'action

### Initialement: le côté opérationnel des opérations de commercialisation
Avec la mise en place soit de processus en continu, soit de campagnes épisodiques comportant :
- l'émission d'appels téléphoniques, (EA ou appels sortants) en vue de prospecter et/ou prendre des commandes;
- la réception d'appels téléphoniques, (RA ou appels entrants), en vue de recevoir des commandes, des devis ou des appels d'offres ;
- ou les deux (combinaison EA + RA).

## Une solution internalisée ou externalisée
Le télémarketing peut selon les besoins et contraintes soit être internalisé au sein même des entreprises, soit être externalisé par le biais de centre d'appel off shore, ce qui permet en général de réduire ses coûts de 20 à 50% selon les opérateurs et pays. 

### Aujourd'hui: élargissement continu du domaine
le télémarketing forme une démarche étendue :
- vers l'amont (stades de la structuration et de la préparation de l'action)

Il s'agit plus que jamais de communication d'humain à humain, utilisée pour constituer ou enrichir des données :
- sociologiques ou psycho-sociologiques (sondages),marketing « amont » (évaluation de la concurrence, caractérisation d'une cible, prospection d'un marché) ; 
- d'impact (communication, mesure ou accentuation de la notoriété) ;
- commerciales (présentation d'une offre, proposition d'achat en direct ou en différé).
- vers l'aval (stades du suivi et du contrôle de l'action)

Marketing « aval » (rétention, fidélisation de clientèle)
Assistance (par ex : Dans le cadre d'une Hot line téléphonique)
Conseil à la Clientèle ( ponctuellement ou dans le cadre d'abonnement donnant droit à des prestations répertoriées)
Qualité (analyse des besoins, client-mystère, traitement des réclamations)

### Aujourd'hui et demain: Concurrence des nouveaux médias?
Voir : Web Marketing
Voir : Vente en ligne
Voir : Intranet, Extranet
Voir : Configurateurs

## Collecte et valorisation des informations
Ces actions s'accompagnent d'une saisie de l'information en direct, via une application logicielle de Gestion de la relation client (en anglais customer relationship management, CRM). Si un traitement intellectuel coïncide avec ladite saisie, l'on parle de qualification de l'information. Les données brutes sont alors transformées en données - quantitatives ou qualitatives - commercialement exploitables, que ce soit pour une mise à profit immédiate ou positionnée à terme.
Cette opération de valorisation constitue l'une des raisons d'être de la télémercatique. La seconde étant d'amorcer ou de prolonger un contact humain nécessairement fructueux (relation de confiance).
Lorsqu'il est sous-traité, le télémarketing, c'est l'action (par les techniques de télécommunication) des stratégies d'approche commerciale à tout niveau structurel concernant la relation entre cocontractants d'un partenariat commercial déterminé (généralement, entre un apporteur d'affaire et un donneur d'ordre). Cela peut être générateur de dumping social.Et lorsqu'il est interne à l'entreprise utilisatrice, le télémarketing, est la phase déterminante aujourd'hui à toute action commerciale de force de vente; indispensable dans la mesure où elle est au minimum préparatoire et peut, a fortiori, être constitutive de l'organisation de tout un appareil commercial .

## Métiers du télémarketing
Les différents profils de téléacteur (TA, terme générique désignant celui qui fait des choses par téléphone) se déclinent comme suit :
- le télé-conseiller fournit du conseil à distance, par exemple sur un produit ou une conduite à adopter (politique sanitaire, etc.),
- le télé-vendeur ou commercial sédentaire est un vendeur qui pratique la vente via un contact et/ou une relation téléphonique .

Le profil est actif lorsqu'il a l'initiative de l'entrée en relation commerciale.
le profil est réactif lorsqu'il agit en réponse à un appel d'un prospect ou d'un client.
- le télé-enquêteur enquête et recueille des informations sur l'accessibilité et la maturité d'un marché.

Pour ce faire il s'appuie sur un questionnaire établi préalablement, qu'il administre à des populations plus ou moins homogènes, plus ou moins ciblées -
Les données collectées sont entrées, datées et répertoriées et qualifiées dans une base de données.
Cette base de données, actualisée aussi fréquemment que possible, est l'outil commercial de base du télévendeur.
- le télé-prospecteur est un télé-enquêteur particulier, en ce sens que son objectif premier est de réaliser le premier contact afin de débroussailler et de préparer - lorsque cela se révèle opportun - le processus de démarrage de l'activité commerciale : le télé-prospecteur passe le relai à un vendeur (classique ou télé-vendeur) qui exploitera l'information recueillie pour conclure une vente effective.

## Perceptions négatives et critiques de la sollicitation téléphonique
La vente par téléphone est considérée comme un phénomène nuisible par certains consommateurs aujourd’hui. Ceci est dû au fait que la sollicitation par téléphone est associée aux ventes frauduleuses ainsi qu'aux ventes par pression. Elle est souvent identifiée à une pratique manquant d'éthique et de réglementation efficace.
Plusieurs schémas de ventes malhonnêtes ou forcées ont été démantelés dans le passé, mais l'apparition de nouvelles compagnies œuvrant dans le domaine de la vente par téléphone ne cesse de grandir.
La sollicitation par téléphone présente beaucoup d'inconvénients surtout lorsque les appels sont initiés pendant l'heure du repas, tôt le matin ou très tard dans la soirée.  C'est souvent le sentiment de ne détenir aucun contrôle sur la situation ainsi que l'interruption dans la vie de l'appelé qui fait que ces appels sont perçus aussi négativement et même comme une invasion de la vie privée.
Certaines sociétés pallient ce phénomène en permettant aux gens sollicités d'exprimer leur mécontentement sur internet. Depuis 2007, quelques sites web offrent un lieu virtuel où les gens incommodés par ces appels peuvent exprimer leurs expériences et inquiétudes. En conséquence, certaines compagnies de télémarketing ont lancé des poursuites judiciaires contre ces sites web (exemples couverts par « Public Citizen », «citmedialaw » et «techdirt »)
Le système judiciaire actuel des  États-Unis accorde à ce type de sites un certain degré de protection à travers une loi mise en place en 1996, intitulée « Communications Decency ACT.47 U.S.C.230 » et la loi californienne « Anti-Slap ».
Il y a une nouvelle tendance dans le domaine de télémarketing qui a vu le jour dernièrement, appelé « robocalls ». Il s'agit ici d’appels préenregistrés à contenu douteux.  Ces types d'appels sont souvent utilisés  avec des  tactiques trompeuses, dictant avec une voix enregistrée des phrases telles que : «  Ne paniquez pas mais ceci est votre dernier avertissement.» ou bien encore : «  Nous avons tenté sans succès de vous joindre par la poste. »  Dans la plupart des cas, ces propos sont mensongers et ont un seul but : créer un sentiment d'urgence ou de préoccupation chez le client potentiel, ceci va l'inciter à retourner l’appel dans les plus brefs délais. Le problème avec ce type d’appels c'est qu'il devient très compliqué de faire supprimer son numéro de la liste d’appel et encore plus de parler avec un superviseur.

## Refuser le télémarketing
Pour ne plus recevoir d’offres publicitaires par téléphone, il existe dans certains pays un registre des numéros qui s'y opposent :
France : Liste anti-prospection, liste regroupant les numéros de téléphone des personnes qui ne souhaitent pas être démarchées téléphoniquement. En outre, Bloctel est une liste d'opposition au démarchage téléphonique.
Canada : Liste nationale de numéros de télécommunication exclus gérée par le conseil de la radiodiffusion et des télécommunications canadienne (CRTC).
Suisse : Il est possible de demander qu'un astérisque soit imprimé avec son numéro de téléphone dans l'annuaire, ce qui signifie que l'on ne souhaite pas recevoir d'appels télémarketing. En cas de violation de l'astérisque, il est possible de déposer plainte sur le site du Secrétariat D’état à l’Économie (SECO).
Belgique : La liste Ne m'appelez plus gérée par La Belgian Direct Marketing Association (BDMA). Si les appels continuent, le citoyen peut s'adresser à l'inspection économique du SPF Économie.